# Bolesław Gutowski
Bolesław Gutowski herbu Ślepowron (ur. 21 kwietnia 1888 w Rzewniu (pow. łomżyński), zm. 27 sierpnia 1966 roku w Warszawie) – fizjolog, profesor Uniwersytetu Warszawskiego i SGGW. Dokonał pionierskich badań nad neurohormonami mózgu i działaniem histaminy na wydzielanie soku żołądkowego.
Studia medyczne na UW ukończył w 1922 roku. Pracując od początku pod naukową opieką prof. F. Czubalskiego, pierwszą swoją pracę badawczą opublikował jeszcze jako student trzeciego roku. Pierwszym ważnym osiągnięciem B. Gutowskiego było opracowanie w 1923 r. oryginalnej metody biodializy do uzyskiwania aktywnych substancji z narządów i tkanek, która wkrótce stała się podstawową metodą do badań w neurofizjologii i endokrynologii. Przy jej użyciu odkrył obecność w zwoju gwiaździstym substancji niebiałkowej biologicznie aktywnej, która podnosi ciśnienie krwi i znosi skurcze mięśni, jelit i macicy. W swojej pracy habilitacyjnej z 1926 r. wykazał istnienie substancji aktywnych w mózgu, które podnoszą ciśnienie krwi. W 1918 r. w Uniwersytecie Warszawskim przy Wydziale Lekarskim utworzono Studium Weterynaryjne, które uchwałą Senatu UW z dn. 9 lutego 1927 r. zostało przekształcone w samodzielny Wydział Weterynaryjny. Decyzja o potrzebie powstania Katedry Fizjologii Zwierząt dla Wydziału Weterynaryjnego zapadła w 1928 r., a zadanie jej zorganizowania powierzono dr. Bolesławowi Gutowskiemu. Bolesław Gutowski badał chemiczną, hormonalną i nerwową regulację wydzielania soków, żołądkowego i trzustkowego u psów i ptaków. 
Wojna przerwała aktywność naukową i dydaktyczną profesora, a Wydział został przez okupanta zlikwidowany (reaktywacja Wydziału nastąpiła z początkiem roku akademickiego 1946/47). Do Katedry prof. B. Gutowski powrócił latem w 1947 r., przebywszy kampanię wrześniową, jako porucznik wojska polskiego, internowany na terenie obozu jenieckiego NKWD w Griazowcu i trzyletnią służbę medyczna w armii gen. Andersa. Przez ostatnie 2 lata spędzone w Wielkiej Brytanii, uczył fizjologii zwierząt na studiach weterynaryjnych i pełnił funkcję dziekana w Royal (Dick) Veterinary College w Edynburgu, zorganizowanych przez Rząd RP na emigracji dla zdemobilizowanych polskich żołnierzy. 
Po wojnie w odtworzeniu aktywności naukowej i dydaktycznej Katedry pomógł sprzęt do badań i literatura, zakupione ze środków rządu emigracyjnego i przywiezione przez prof. B. Gutowskiego po wojnie z Edynburga. Sprzęt ten przez dziesięciolecia był eksploatowany w Katedrze. W pierwszych latach powojennych Profesor zainicjował badania nad fizjologią trawienia u przeżuwaczy. Badania dotyczyły przemian azotowych w żwaczu i jelicie grubym owiec i bydła, oraz przebiegu trawienia łącznie z rozkładem włókna surowego po zastąpieniu w dawce pokarmowej pewnej ilości białka strawnego przez azot niebiałkowy. Ponadto prowadzone były badania nad sekrecją żołądkową, motoryką jelita grubego i funkcją przewodu pokarmowego u zwierząt dzikich. Opracowano metodę pobierania szpiku kostnego i prowadzono badania szpiku i krwi u zwierząt. Odrębnym rozdziałem  były badania z zakresu fizjologii rozrodu u świń i lisów srebrzystych.
Największą zasługą Profesora Gutowskiego było stworzenie uznanej w kraju i za granicą szkoły fizjologicznej.

## Wybrane publikacje naukowe
- Nowy sposób otrzymywania ciał czynnych z poszczególnych narządów (1923)
- Stosunek ciała zwojów gwiaździstych (ganglion stellatum) do adrenaliny  (1923)
- Corps actifs du cerveau (1924)
- Wydzielanie soku żołądkowego pod wpływem histaminy, wprowadzonej wprost do krwiobiegu (1925)
- Studjum doświadczalnenad ciałami czynnemi mózgu (1926)
- Wpływ nerwów trzewnych na wydzielanie żółci (1930)
- Fizjologja zwierząt domowych (1934, dwie części)
- Fizjologia zwierząt (1965)